# Сто манатов
Сто манатов (азерб. Yüz manat, туркм. Ýüz manat) — номинал банкнот и монет азербайджанского и туркменского маната. В настоящее время (2018 год) является самым крупным номиналом в обращении Туркменистана. В 2006—2018 годах, до введения в обращение банкноты в 200 манатов, был также самым крупным номиналом банкнот в Азербайджане.

## Характеристики банкнот

### Вышли из обращения
| Страна      | Изображение     | Изображение       | Размеры (мм) | Основные цвета          | Описание                                                  | Описание                                                            | Даты            | Даты            |
| Страна      | Лицевая сторона | Оборотная сторона | Размеры (мм) | Основные цвета          | Лицевая сторона                                           | Оборотная сторона                                                   | введения        | изъятия         |
| ----------- | --------------- | ----------------- | ------------ | ----------------------- | --------------------------------------------------------- | ------------------------------------------------------------------- | --------------- | --------------- |
| Азербайджан |                 |                   | 125×63       | красный голубой         | Девичья башня                                             | надпись «AZƏRBAYCAN MİLLİ BANKI» и обозначение номинала «YÜZ manat» | 1993            | 31 декабря 2006 |
| Туркмения   |                 |                   | 150×75       | синий голубой оранжевый | портрет Сапармурата Ниязова здание меджлиса Туркменистана | Мавзолей Санджара                                                   | 1993            | 31 декабря 2009 |
| Туркмения   |                 |                   | 150×75       | розовый красный         | портрет Сапармурата Ниязова                               | здание центрального банка Туркмении                                 | 26 октября 2005 | 31 декабря 2009 |

### Находятся в обращении
| Страна      | Изображение     | Изображение       | Размеры (мм) | Основные цвета | Описание                                                                        | Описание                                                  | Дата выпуска  |
| Страна      | Лицевая сторона | Оборотная сторона | Размеры (мм) | Основные цвета | Лицевая сторона                                                                 | Оборотная сторона                                         | Дата выпуска  |
| ----------- | --------------- | ----------------- | ------------ | -------------- | ------------------------------------------------------------------------------- | --------------------------------------------------------- | ------------- |
| Азербайджан |                 |                   | 155×70       | фиолетовый     | Часть Бакинской крепости, здание европейского стиля XIX века и современный Баку | Карта Азербайджана на фоне орнаментов национальных ковров | 2006          |
| Азербайджан |                 | 2013              | 155×70       | фиолетовый     | Часть Бакинской крепости, здание европейского стиля XIX века и современный Баку | Карта Азербайджана на фоне орнаментов национальных ковров |               |
| Туркмения   |                 |                   | 150×75       | синий голубой  | портрет Огуз-хана                                                               | Президентский дворец в Ашхабаде                           | 1 января 2009 |
| Туркмения   |                 |                   | 150×75       | синий голубой  | портрет Огуз-хана                                                               | дворцовый комплекс «Огузхан»                              | 2014          |

## Памятные монеты Азербайджана

### Серия «90-лет со дня рождения Гейдара Алиева»
Монеты номиналом в 100 манатов отчеканены из золота 999 пробы на Королевском монетном дворе Великобритании.
Аверс: карта и название государства, год выпуска, номинал.
Реверс: портрет и подпись Гейдара Алиева, надпись на азерб. 90 il Heydər Əlirza oğlu Əliyev на фоне полумесяца и 8-конечной звезды.
Гурт рубчатый.
| 2013 |  | Номинал: 100 манатов. Масса: 31,1 г. Диаметр: 38,61 мм. Тираж: 3000 шт. |

### Серия «Европейские игры 2015»
Монеты отчеканены из золота 999 пробы в качестве proof на Королевском монетном дворе Великобритании, выпущены наборами в деревянных коробочках. Монеты с аналогичным дизайном были выпущены также из медно-никелевого сплава и серебра.
Аверс: герб и название государства, орнамент из 8-угольной звезды и полумесяца, номинал.
Реверс: сцена соответствующего вида спорта и надписи на азерб. I AVROPA OYUNLARI и англ. BAKU 2015 FIRST EUROPEAN GAMES — «Баку 2015 Первые Европейские игры».
Номинал: 100 манатов. Масса: 31,21 г. Диаметр: 38,61 мм. Тираж: 500 шт.
| 2015 |        | Борьба     |  | 2015 |                  | Прыжки в воду |
| 2015 |        | Гимнастика |  | 2015 | Стрельба из лука |               |
| 2015 | Гребля |            |  |      |                  |               |

### Другие памятные монеты
| 1996 | | 500-летие жизни и творчества Мухаммеда Физули |
| 1996 | Аверс: иллюстрация к поэме Физули «Лейли и Меджнун», название государства, номинал и год выпуска. Реверс: портрет Физули, его имя на азерб. MƏHƏMMƏD FÜZULİ и надпись на азерб. 500 İL. Гурт: рубчатый. Отчеканена на Королевском монетном дворе Великобритании. Номинал: 100 манатов. Материал: золото-917. Масса: 7,98 г. Диаметр: 25,05 мм. Тираж: 500 шт. |                                               |
| 1999 | | 1300-летие дастана «Книга моего деда Коркута» |
| 1999 | Аверс: изображение деда Коркута верхом на коне и с гопузом в руке, название государства, номинал и год выпуска. Реверс: надпись на азерб. KİTABİ DƏDƏ QORQUD 1300. Гурт: [уточнить]. Отчеканена на монетном дворе Национального банка Украины. Номинал: 100 манатов. Материал: золото-900. Масса: 17,28 г. Диаметр: 25 мм. Тираж: 150 шт. |                                               |
| 2004 | | Памяти Гейдара Алиева                         |
| 2004 | Аверс: карта Азербайджана с надписью на азерб. Azərbaycanın müstəqilliyi daimidir, əbədidir, dönməzdir…, название государства, номинал и год выпуска. Реверс: портрет и имя Гейдара Алиева на азерб. HEYDƏR ƏLİYEV. Гурт: рубчатый. Отчеканена на Королевском монетном дворе Великобритании. Номинал: 100 манатов. Материал: золото-917. Масса: 39,94 г. Диаметр: 38,61 мм. Тираж: 1000 шт.                                                                                             |                                               |
| 2008 | | 85-летие Гейдара Алиева                       |
| 2008 | Аверс: герб и название государства, номинал и год выпуска. Реверс: портрет Гейдара Алиева, надпись на азерб. PREZİDENT HEYDƏR ƏLİYEV и окантовка из точек. Гурт: рубчатый. Отчеканена на Австрийском монетном дворе. Номинал: 100 манатов. Материал: золото-999. Масса: 31,107 г. Диаметр: 37 мм. Тираж: 5000 шт. |                                               |
| 2008 | | Памяти Низами Гянджеви                        |
| 2008 | Аверс: портрет Низами Гянджеви и его имя на азерб. NİZAMİ GƏNCƏVİ, название государства, номинал и год выпуска. Реверс: миниатюрный портрет «Юноша с книгой» тебризского миниатюриста Султана Мухаммеда. Гурт: рубчатый. Отчеканена на Австрийском монетном дворе. Номинал: 100 манатов. Материал: золото-999. Масса: 31,107 г. Диаметр: 37 мм. Тираж: 1000 шт. |                                               |
| 2008 | | Памяти Бюльбюля                               |
| 2008 | Аверс: портрет Бюльбюля и его имя на азерб. Bülbül, название государства и номинал. Реверс: миниатюрное изображение трио музыкантов. Гурт: рубчатый. Отчеканена на Австрийском монетном дворе. Номинал: 100 манатов. Материал: золото-999. Масса: 31,107 г. Диаметр: 37 мм. Тираж: 1000 шт. |                                               |
| 2008 | | Памяти Узеира Гаджибекова                     |
| 2008 | Аверс: портрет Узеира Гаджибекова и его имя на азерб. Üzeyir Hacıbəyov, название государства и номинал. Реверс: миниатюрное изображение пары. Гурт: рубчатый. Отчеканена на Австрийском монетном дворе. Номинал: 100 манатов. Материал: золото-999. Масса: 31,107 г. Диаметр: 37 мм. Тираж: 1000 шт. |                                               |
| 2009 | | 85-летие Нахичеванской Автономной Республики  |
| 2009 | Аверс: карта Азербайджана и год выпуска на фоне лучей Солнца и растительного орнамента, название государства и номинал. Реверс: изображения мавзолеев Момине-хатун, Юсифа ибн Кусейра, Гюлистан, в селе Карабаглар и Джугинского моста, даты «1924 2009» и надпись на азерб. NAXÇIVAN MUXTAR RESPUBLİKASI 85 İL, колосья пшеницы. Гурт: рубчатый. Отчеканена на Австрийском монетном дворе. Номинал: 100 манатов. Материал: золото-999. Масса: 31,107 г. Диаметр: 37 мм. Тираж: 500 шт. |                                               |
| 2011 | | 20-летие восстановления независимости         |
| 2011 | Аверс: герб и название государства, номинал. Реверс: изображение монумента «Вечный огонь» на Аллее шахидов в Баку и год выпуска (2011), надпись на азерб. AZƏRBAYCAN MÜSTƏQİLLİYİ • 1991—2011 •. Гурт: рубчатый. Отчеканена на Австрийском монетном дворе. Номинал: 100 манатов. Материал: золото-999. Масса: 31,1 г. Диаметр: 37 мм. Тираж: 2000 шт. |                                               |
| 2015 | | 90-летие Нахичеванской Автономной Республики  |
| 2015 | Аверс: герб Азербайджана в обрамлении из лавровых ветвей, название государства и номинал. Реверс: мавзолей Момине хатун в обрамлении из лавровых ветвей, надпись на и азерб. NAXÇIVAN MUXTAR RESPUBLIKASI 1924–2014 90 il. Гурт: рубчатый. Отчеканена на Королевском монетном дворе Великобритании. Номинал: 100 манатов. Материал: золото-999. Масса: 31,1 г. Диаметр: 38,61 мм. Тираж: 1000 шт.                                                                                       |                                               |
| 2015 | | 20 лет Сделке века                            |
| 2015 | Аверс: герб и название государства, орнамент из 8-угольной звезды и полумесяца, номинал. Реверс: нефтяная платформа, портрет Гейдара Алиева на фоне лучей Солнца, его подпись, надпись на азерб. ƏSRİN MÜQAVİLƏSİ 20 il 1994-2014. Гурт: рубчатый. Отчеканена на Королевском монетном дворе Великобритании. Номинал: 100 манатов. Материал: золото-999. Масса: 31,21 г. Диаметр: 38,61 мм. Тираж: 1000 шт.                                                                              |                                               |

## Памятные монеты Туркмении
В 2016 году в Туркмении выпущены 4 памятные монеты номиналом в 100 манатов: две (золотая и серебряная) — в честь первой Глобальной конференции по устойчивой транспортной системе, и две (также золотая и серебряная) — в честь 25-летия независимости Туркмении.
| 2016 | | 25 лет независимости |
| 2016 | Аверс: герб Туркмении, название банка-эмитента, номинал монеты, масса и проба металла. Реверс: Монумент Независимости, пять гёлей, карта Туркменистана, число «XXV» и ветви оливы на фоне стилизованных лучей Солнца, надпись на туркм. ÝAŞASYN GARAŞSYZ, BAKY BITARAP TÜRKMENISTAN!. Гурт гладкий. Номинал: 100 манатов. Материал: золото-916,7. Масса: 39,94 г. Диаметр: 38,61 мм. Тираж: [уточнить] |                      |
| 2016 | |                      |
| Аверс: герб Туркмении, название банка-эмитента, номинал монеты, масса и проба металла. Реверс: Монумент Независимости, пять гёлей, карта Туркменистана, число «XXV» и ветви оливы на фоне стилизованных лучей Солнца, надпись на туркм. ÝAŞASYN GARAŞSYZ, BAKY BITARAP TÜRKMENISTAN!. Гурт гладкий. Номинал: 100 манатов. Материал: серебро-925. Масса: 28,28 г. Диаметр: 38,61 мм. Тираж: [уточнить] | |                      |